# Бузкаши

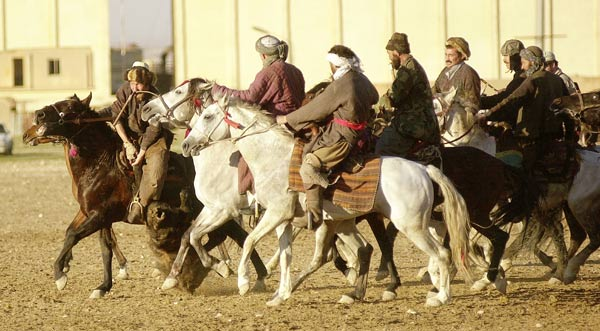
Так играют в бузкаши в Афганистане.

Бузкаши (тадж. Бузкаши,  дари بزکشی) — древняя, среднеазиатская конная-спортивная игра среди киргизов, туркменов, уйгуров, казахов, узбеков, таджиков, пуштунов, хазарейцев и других народов Азии.  
Названия игры может варьироваться от местности но правила везде одинаковые, всадники борются за тушу козла — необходимо не только завладеть ею, но и удержать, а затем забросить в ворота команды соперника.  
В былые времена участникам бузкаши разрешалось применять физическую силу, бить соперников камчы — кожаной плетью, однако сегодня на официальных соревнованиях правила ограничивают возможности игроков, и за неисполнение таковых полагаются штрафные очки, вплоть до дисквалификации и удаления с поля. 
Во время игры запрещается поднимать лошадь на дыбы, с разгона бить грудью своей лошади лошадь соперника, держать за повод, снимать уздечку, хватать за руки или за пояс соперника, наносить удары рукой, ногой, стременами, камчой и поводьями другим всадникам и лошадям, привязывать тушу к седлу, ставить свою лошадь поперёк скачущему, кричать или вступать в разговоры, продолжать борьбу после того, как туша заброшена в казан соперника.

## Этимология
Бузкаши (тадж. Бузкаши, дари بزکش) в переводе с персидского означает «перетягивание козла». 
Копкари (узбек. Ko'pkari, уйгур نۇرغۇن کار) в переводе означает «синий волк». 
Көк-бөру (кыргызский), көкпар (казахский) в переводе с тюркских языков означает "синий волк". 
Также, есть название этой игры "аламан улак". Если в көк-бөрү или көкпар играют игроки 5×5, и цель закинуть тушу козла в "ворота", то в аламан улак каждый играет сам за себя и нет ограничений по количеству игроков. Также, часто,  вместо козла в аламан улак играют тушей молодого бычка, и цель притащить тушу в определённое заранее место. 

## История

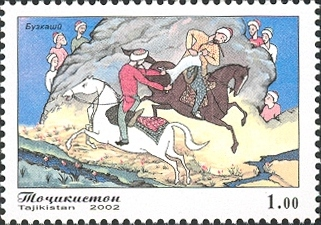
Бузкаши на почтовой марке Таджикистана 2002 года

По легенде, пастухи, которые были вынуждены защищать стада от хищников, нередко убивали нападавших волков. А после по дороге домой играли тушей животного, пытаясь завладеть ей. Уже значительно позже это из обычной забавы превратился в спортивную игру, а главным ее снарядом стала туша козла.

## Распространение
Даже в настоящее время соревнования по козлодранию не потерял своей актуальности и активно поддерживаются такими центральноазиатскими этническими группами, как кыргызы, казахи, туркмены, уйгуры, узбеки, таджики, пуштуны,  хазарейцы. 

### Афганистан
Бузкаши — национальный вид спорта и «страсть» в Афганистане, где в него часто играют по пятницам, а матчи привлекают тысячи болельщиков. Уитни Азой пишет в своей книге под названием «Бузкаши: игра и власть в Афганистане», что «Лидеры — это люди, которые могут контролировать всё нечестным и несправедливым способом. а затем победить своих соперников. Аналогично же наездник в бузкаши действует так же». Традиционно, игры могут длиться несколько дней, но в более регламентированной версии турнира у него ограниченное время матча.

### Таджикистан
Сезон бузкаши в Таджикистане обычно длится с ноября по апрель. Высокие температуры часто не позволяют проводить матчи за пределами этого периода, хотя отдельные игры могут быть проведены в некоторых более прохладных горных районах. В Таджикистане и среди таджиков Ташкургана в китайском регионе Синьцзян игры бузкаши особенно популярны в связи со свадьбами, так как игры спонсируются отцом невесты в рамках празднования.

## Бузкаши в искусстве
- В повести Чингиза Айтматова «Прощай, Гульсары́!» главный герой Танабай и его конь по имени Гульсары (лютик) участвуют в конной игре. Писатель называет эту игру козлодранием и сравнивает её с конным футболом, в котором роль мяча играет обезглавленная туша козла.
  - По повести сняты фильмы: советский «Бег иноходца» («Мосфильм», 1969, реж. Сергей Урусевский) и казахский «Прощай, Гульсары́!» («Казахфильм», 2008, реж. Ардак Амиркулов).
- Игра бузкаши показана в американском фильме «Рэмбо III» 1988 года.
- Узбекский фильм «Чавандоз» 2007 года посвящен игре бузкаши.
- Американо-афганский фильм «Игроки бузкаши» 2012 года посвящен игре бузкаши.
- Казахско-киргизский фильм «Время стойких» 2018 года посвящен игре бузкаши.